# ماركوس ك. إل. كلاين
ماركوس ك. إل. كلاين (بالإنجليزية: Marcus C. L. Kline)‏ هو محامي وسياسي أمريكي، ولد في 26 مارس 1855 في الولايات المتحدة، وتوفي في 10 مارس 1911 في نفس البلد. حزبياً، نشط في الحزب الديمقراطي. وقد انتخب عضو مجلس النواب الأمريكي.